# Сейтене
Сейтене́ (фр. Seythenex) — колишній муніципалітет у Франції, у регіоні Овернь-Рона-Альпи, департамент Верхня Савоя. Населення — 604 осіб (2011).
Муніципалітет був розташований на відстані близько 460 км на південний схід від Парижа, 115 км на схід від Ліона, 25 км на південний схід від Ансі.

## Історія
До 2015 року муніципалітет перебував у складі регіону Рона-Альпи. Від 1 січня 2016 року належав до нового об'єднаного регіону Овернь-Рона-Альпи.
1 січня 2016 року Сейтене і Фаверж було об'єднано в новий муніципалітет Фаверж-Сейтене.

## Демографія
Динаміка населення (INSEE ):
Розподіл населення за віком та статтю (2006):
| Стать | Всього | До 15 років | 15-24 | 25-44 | 45-64 | 65-85 | Понад 85 |
| --- | ------ | ----------- | ----- | ----- | ----- | ----- | -------- |
| Чоловіки | 269    | 55          | 8     | 84    | 72    | 42    | 8        |
| Жінки | 279    | 55          | 29    | 68    | 68    | 59    | 0        |
| \| Статево-вікова піраміда \| Статево-вікова піраміда \| Статево-вікова піраміда \| \| ----------------------- \| ----------------------- \| ----------------------- \| \| Чоловіки \| Вік \| Жінки \| \| 8 \| 85 + \| 0 \| \| 8 \| 80-84 \| 8 \| \| 13 \| 75-79 \| 25 \| \| 0 \| 70-74 \| 13 \| \| 21 \| 65-69 \| 13 \| \| 13 \| 60-64 \| 13 \| \| 17 \| 55-59 \| 21 \| \| 17 \| 50-54 \| 21 \| \| 25 \| 45-49 \| 13 \| \| 25 \| 40-44 \| 17 \| \| 34 \| 35-39 \| 30 \| \| 8 \| 30-34 \| 8 \| \| 17 \| 25-29 \| 13 \| \| 4 \| 20-24 \| 8 \| \| 4 \| 15-20 \| 21 \| \| 13 \| 10-14 \| 4 \| \| 25 \| 5-9 \| 34 \| \| 17 \| 0-4 \| 17 \| |        |             |       |       |       |       |          |
| Статево-вікова піраміда |        |             |       |       |       |       |          |
| Чоловіки | Вік    | Жінки       |       |       |       |       |          |
| 8 | 85 +   | 0           |       |       |       |       |          |
| 8 | 80-84  | 8           |       |       |       |       |          |
| 13 | 75-79  | 25          |       |       |       |       |          |
| 0 | 70-74  | 13          |       |       |       |       |          |
| 21 | 65-69  | 13          |       |       |       |       |          |
| 13 | 60-64  | 13          |       |       |       |       |          |
| 17 | 55-59  | 21          |       |       |       |       |          |
| 17 | 50-54  | 21          |       |       |       |       |          |
| 25 | 45-49  | 13          |       |       |       |       |          |
| 25 | 40-44  | 17          |       |       |       |       |          |
| 34 | 35-39  | 30          |       |       |       |       |          |
| 8 | 30-34  | 8           |       |       |       |       |          |
| 17 | 25-29  | 13          |       |       |       |       |          |
| 4 | 20-24  | 8           |       |       |       |       |          |
| 4 | 15-20  | 21          |       |       |       |       |          |
| 13 | 10-14  | 4           |       |       |       |       |          |
| 25 | 5-9    | 34          |       |       |       |       |          |
| 17 | 0-4    | 17          |       |       |       |       |          |

## Економіка
2010 року серед 377 осіб працездатного віку (15—64 років) 290 були активними, 87 — неактивними (показник активності 76,9%, у 1999 році було 72,4%). З 290 активних мешканців працювали 274 особи (154 чоловіки та 120 жінок), безробітними було 16 (9 чоловіків та 7 жінок). Серед 87 неактивних 14 осіб було учнями чи студентами, 41 — пенсіонерами, 32 були неактивними з інших причин.

У 2010 році в муніципалітеті числилось 265 оподаткованих домогосподарств, у яких проживали 645,5 особи, медіана доходів виносила 20 123 євро на одного особоспоживача